# Giải bóng đá Hạng Nhì Quốc gia 2012
Giải bóng đá Hạng Nhì Quốc gia năm 2012 là giải thi đấu bóng đá cấp câu lạc bộ cao thứ 3 trong hệ thống các giải bóng đá Việt Nam (sau V-League 2012 và Giải hạng nhất 2012). Mùa giải này là mùa giải thứ 16 do VFF khởi xướng và quản lý giải đấu. Giải đấu diễn ra theo hai giai đoạn, vòng loại từ ngày 28 tháng 5 đến ngày 19 tháng 7 năm 2012 và vòng chung kết từ ngày 28 tháng 7 đến ngày 30 tháng 7 năm 2012 với 17 đội bóng tham dự, bao gồm: Bình Thuận, Bình Phước, Cà Mau, Công an Nhân dân, Bà Rịa Vũng Tàu, Đắk Lắk, Đồng Tâm Window - Long An, Ninh Thuận, Phađin Quảng Ngãi, Phú Yên, V&V United, Tiền Giang, Thép Miền Nam Tp. Hồ Chí Minh B, Khatoco Khánh Hoà, Trẻ Sài Gòn, Mikado Nam Định và Huế.

## Thay đổi trước mùa giải
Danh sách các đội bóng có sự thay đổi so với mùa giải 2011:
| Xuống hạng từ Giải hạng nhất 2011 - GM Mikado Nam Định - Huế Thăng hạng từ Giải hạng ba 2011 - Trẻ Khatoco Khánh Hoà - Trẻ Sài Gòn | Thăng hạng lên Giải hạng nhất 2012 - Lâm Đồng - Trẻ SHB Đà Nẵng Xuống hạng Giải hạng ba 2011[a] - Dược Sài Gòn Bỏ giải - Vĩnh Phúc Megastar United - Hà Tĩnh[a] |

^[a] Công an Nhân dân vốn xuống hạng nhưng vẫn tiếp tục dự giải do mua lại suất thi đấu của Hà Tĩnh.

## Thể thức
Các đội tại mỗi bảng thi đấu theo thể thức vòng tròn hai lượt đi và về (sân nhà và sân đối phương) để tính điểm xếp hạng, chọn 4 đội vào thi đấu ở vòng chung kết gồm: 3 đội xếp thứ nhất ở mỗi bảng và 1 đội xếp thứ nhì có điểm và chỉ số cao hơn tại ba bảng.
Về thể thức chọn đội xuống hạng: hai đội xếp thứ sáu tại ba bảng mà có điểm, chỉ số phụ thấp hơn sẽ xuống hạng. Tuy nhiên, do CLB Vĩnh Phúc Megastar United không tham dự giải, nên bảng A sẽ không có đội xuống hạng. Đội xuống hạng là đội xếp thứ sáu tại bảng B hoặc C mà có điểm, chỉ số phụ thấp hơn.
Tại vòng chung kết, 4 đội bắt cặp thi đấu loại trực tiếp một trận. 2 đội thắng sẽ thi đấu trận chung kết và được quyền thi đấu ở giải bóng đá hạng nhất quốc gia 2012.

## Các đội bóng
| Đội                                | Trụ sở                | Sân nhà                    | Sức chứa | Bảng |
| ---------------------------------- | --------------------- | -------------------------- | -------- | ---- |
| Công an Nhân dân                   | Hà Đông, Hà Nội       | Sân vận động Hà Đông       | 18,000   | A    |
| CLB Bóng đá Huế                    | Huế                   | Sân vận động Tự Do         | 25,000   | A    |
| Nam Định                           | Nam Định              | Sân vận động Thiên Trường  | 25,000   | A    |
| Phú Yên                            | Tuy Hòa               | Sân vận động Phú Yên       | 5,000    | A    |
| Phadin Quảng Ngãi                  | Quảng Ngãi            | Sân vận động Quảng Ngãi    |          | A    |
| Bình Thuận                         | Phan Thiết            | Sân vận động Phan Thiết    | 10,000   | B    |
| Đắk Lắk                            | Buôn Ma Thuột         | Sân vận động Buôn Ma Thuột | 10,000   | B    |
| Trẻ Khatoco Khánh Hòa              | Nha Trang             | Sân vận động Nha Trang     | 25,000   | B    |
| Ninh Thuận (Thanh Niên Sài Gòn)[b] | Phan Rang – Tháp Chàm | Sân vận động Ninh Thuận    | 16,000   | B    |
| Trẻ Sài Gòn                        | Thành phố Hồ Chí Minh | Sân vận động Thống Nhất    | 25,000   | B    |
| V&V United                         | Tuy Hòa               | Sân vận động Phú Yên       | 5,000    | B    |
| Bà Rịa Vũng Tàu                    | Bà Rịa Vũng Tàu       | Sân vận động Bà Rịa        |          | C    |
| Cà Mau                             | Cà Mau                | Sân vận động Cà Mau        | 6,000    | C    |
| Đồng Tâm Window Long An            | Tân An                | Sân vận động Long An       | 20,000   | C    |
| Tiền Giang                         | Tiền Giang            | Sân vận động Tiền Giang    | 10,000   | C    |
| Trẻ Thành phố Hồ Chí Minh          | Thành phố Hồ Chí Minh | Sân vận động Phú Nhuận     | 1,500    | C    |
| Bình Phước                         | Bình Phước            | Sân vận động Bình Phước    | 5,000    | C    |

^[b] Do chưa hoàn thiện hợp đồng chuyển giao theo đúng quy định và thời hạn, vì vậy đội bóng Thanh Niên Sài Gòn chưa được phép sử dụng tên Ninh Thuận FC như đề nghị mà vẫn phải sử dụng tên Thanh Niên Sài Gòn cho đến khi các thủ tục được hoàn tất và được Liên đoàn bóng đá Việt Nam chấp thuận.

## Vòng bảng

### Bảng A
| VT | Đội                | ST | T | H | B | BT | BB | HS  | Đ  | Thăng hạng hoặc xuống hạng                |
| -- | ------------------ | -- | - | - | - | -- | -- | --- | -- | ----------------------------------------- |
| 1  | GM Mikado Nam Định | 8  | 7 | 1 | 0 | 17 | 2  | +15 | 22 | Vòng chung kết thăng hạng V.League 2 2013 |
| 2  | Huế                | 8  | 5 | 1 | 2 | 12 | 7  | +5  | 16 | Vòng chung kết thăng hạng V.League 2 2013 |
| 3  | Phadin Quảng Ngãi  | 8  | 3 | 1 | 4 | 9  | 9  | 0   | 10 |                                           |
| 4  | Công an Nhân dân   | 8  | 1 | 3 | 4 | 4  | 13 | −9  | 6  |                                           |
| 5  | Phú Yên            | 8  | 0 | 2 | 6 | 3  | 14 | −11 | 2  |                                           |

| Nhà \ Khách[1]     | CAN | HUE | MNĐ | PYE | PQN |
| Công an Nhân dân   |     | 2–1 | 1–2 | 0–0 | 0–4 |
| Huế                | 4–1 |     | 0–0 | 3–1 | 1–0 |
| GM Mikado Nam Định | 2–0 | 3–0 |     | 3–0 | 1–0 |
| Phú Yên            | 0–0 | 0–2 | 0–2 |     | 1–2 |
| Phadin Quảng Ngãi  | 0–0 | 0–1 | 1–4 | 2–1 |     |

| Đội \ Vòng đấu     | 1 | 2 | 3 | 4 | 5 | 6 | 7 | 8 | 9 | 10 |
| ------------------ | - | - | - | - | - | - | - | - | - | -- |
| Công an Nhân dân   | 3 | 4 | 3 | 4 | 4 | 4 | 4 | 4 | 4 | 4  |
| Huế                | 5 | 3 | 4 | 3 | 3 | 2 | 2 | 2 | 2 | 2  |
| GM Mikado Nam Định | 1 | 2 | 1 | 1 | 1 | 1 | 1 | 1 | 1 | 1  |
| Phú Yên            | 4 | 5 | 5 | 5 | 5 | 5 | 5 | 5 | 5 | 5  |
| Phadin Quảng Ngãi  | 2 | 1 | 2 | 2 | 2 | 3 | 3 | 3 | 3 | 3  |

### Bảng B
| VT | Đội                          | ST | T | H | B | BT | BB | HS | Đ  | Thăng hạng hoặc xuống hạng                |
| -- | ---------------------------- | -- | - | - | - | -- | -- | -- | -- | ----------------------------------------- |
| 1  | Trẻ Khatoco Khánh Hoà (P, O) | 10 | 6 | 1 | 3 | 12 | 9  | +3 | 19 | Vòng chung kết thăng hạng V.League 2 2013 |
| 2  | Đắk Lắk                      | 10 | 5 | 3 | 2 | 13 | 8  | +5 | 18 |                                           |
| 3  | V&V United                   | 10 | 3 | 4 | 3 | 10 | 10 | 0  | 13 |                                           |
| 4  | Ninh Thuận                   | 10 | 3 | 3 | 4 | 8  | 10 | −2 | 12 |                                           |
| 5  | Bình Thuận                   | 10 | 3 | 2 | 5 | 15 | 16 | −1 | 11 |                                           |
| 6  | Trẻ Sài Gòn                  | 10 | 2 | 3 | 5 | 9  | 14 | −5 | 9  |                                           |

| Nhà \ Khách[1]        | BTH | ĐLK | KKH | SGN | NTH | VVU |
| Bình Thuận            |     | 3–1 | 2–3 | 2–1 | 1–1 | 1–2 |
| Đắk Lắk               | 3–1 |     | 0–1 | 1–1 | 1–0 | 1–0 |
| Trẻ Khatoco Khánh Hoà | 0–2 | 0–1 |     | 1–0 | 0–2 | 0–0 |
| Trẻ Sài Gòn           | 2–1 | 1–4 | 1–2 |     | 2–0 | 1–1 |
| Ninh Thuận            | 2–1 | 0–0 | 0–3 | 0–0 |     | 2–0 |
| V&V United            | 1–1 | 1–1 | 1–2 | 2–0 | 2–1 |     |

| Đội \ Vòng đấu        | 1 | 2 | 3 | 4 | 5 | 6 | 7 | 8 | 9 | 10 |
| --------------------- | - | - | - | - | - | - | - | - | - | -- |
| Bình Thuận            | 2 | 1 | 1 | 1 | 1 | 3 | 5 | 5 | 4 | 5  |
| Đắk Lắk               | 6 | 6 | 5 | 4 | 4 | 1 | 1 | 1 | 2 | 2  |
| Trẻ Khatoco Khánh Hoà | 3 | 3 | 2 | 2 | 2 | 5 | 3 | 2 | 1 | 1  |
| Trẻ Sài Gòn           | 5 | 4 | 6 | 6 | 6 | 6 | 6 | 6 | 6 | 6  |
| Ninh Thuận            | 4 | 5 | 4 | 5 | 5 | 2 | 4 | 3 | 3 | 4  |
| V&V United            | 1 | 2 | 3 | 3 | 3 | 4 | 2 | 4 | 5 | 3  |

| Nhà \ Khách[1]        | BTH | ĐLK | KKH | SGN | NTH | VVU |
| Bình Thuận            |     | 3–1 | 2–3 | 2–1 | 1–1 | 1–2 |
| Đắk Lắk               | 3–1 |     | 0–1 | 1–1 | 1–0 | 1–0 |
| Trẻ Khatoco Khánh Hoà | 0–2 | 0–1 |     | 1–0 | 0–2 | 0–0 |
| Trẻ Sài Gòn           | 2–1 | 1–4 | 1–2 |     | 2–0 | 1–1 |
| Ninh Thuận            | 2–1 | 0–0 | 0–3 | 0–0 |     | 2–0 |
| V&V United            | 1–1 | 1–1 | 1–2 | 2–0 | 2–1 |     |

| Đội \ Vòng đấu        | 1 | 2 | 3 | 4 | 5 | 6 | 7 | 8 | 9 | 10 |
| --------------------- | - | - | - | - | - | - | - | - | - | -- |
| Bình Thuận            | 2 | 1 | 1 | 1 | 1 | 3 | 5 | 5 | 4 | 5  |
| Đắk Lắk               | 6 | 6 | 5 | 4 | 4 | 1 | 1 | 1 | 2 | 2  |
| Trẻ Khatoco Khánh Hoà | 3 | 3 | 2 | 2 | 2 | 5 | 3 | 2 | 1 | 1  |
| Trẻ Sài Gòn           | 5 | 4 | 6 | 6 | 6 | 6 | 6 | 6 | 6 | 6  |
| Ninh Thuận            | 4 | 5 | 4 | 5 | 5 | 2 | 4 | 3 | 3 | 4  |
| V&V United            | 1 | 2 | 3 | 3 | 3 | 4 | 2 | 4 | 5 | 3  |

### Bảng C
| VT | Đội                       | ST | T | H | B | BT | BB | HS  | Đ  | Thăng hạng hoặc xuống hạng                |
| -- | ------------------------- | -- | - | - | - | -- | -- | --- | -- | ----------------------------------------- |
| 1  | Bà Rịa Vũng Tàu (C, O, P) | 10 | 5 | 5 | 0 | 22 | 4  | +18 | 20 | Vòng chung kết thăng hạng V.League 2 2013 |
| 2  | Cà Mau                    | 10 | 4 | 5 | 1 | 14 | 8  | +6  | 17 |                                           |
| 3  | Tiền Giang                | 10 | 2 | 6 | 2 | 12 | 12 | 0   | 12 |                                           |
| 4  | Đồng Tâm Window Long An   | 10 | 2 | 4 | 4 | 7  | 15 | −8  | 10 |                                           |
| 5  | Trẻ TP Hồ Chí Minh        | 10 | 1 | 5 | 4 | 11 | 18 | −7  | 8  |                                           |
| 6  | Bình Phước (R)            | 10 | 1 | 5 | 4 | 6  | 15 | −9  | 8  | Xuống hạng Giải hạng ba 2012              |

| Nhà \ Khách[1]          | BRV | BPH | CMA | ĐWL | TGI | HCM |
| Bà Rịa Vũng Tàu         |     | 4–0 | 0–0 | 1–1 | 0–0 | 2–0 |
| Bình Phước              | 1–1 |     | 0–1 | 2–1 | 0–0 | 0–3 |
| Cà Mau                  | 1–1 | 1–1 |     | 1–0 | 4–2 | 3–0 |
| Đồng Tâm Window Long An | 0–6 | 2–0 | 1–1 |     | 0–0 | 1–0 |
| Tiền Giang              | 1–3 | 1–1 | 1–0 | 3–0 |     | 2–2 |
| Trẻ TP Hồ Chí Minh      | 0–4 | 1–1 | 2–2 | 1–1 | 2–2 |     |

| Đội \ Vòng đấu          | 1 | 2 | 3 | 4 | 5 | 6 | 7 | 8 | 9 | 10 |
| ----------------------- | - | - | - | - | - | - | - | - | - | -- |
| Bà Rịa Vũng Tàu         | 4 | 5 | 1 | 1 | 1 | 1 | 1 | 1 | 1 | 1  |
| Bình Phước              | 5 | 4 | 4 | 5 | 6 | 6 | 6 | 6 | 6 | 6  |
| Cà Mau                  | 2 | 3 | 3 | 3 | 3 | 3 | 2 | 2 | 2 | 2  |
| Đồng Tâm Window Long An | 6 | 2 | 5 | 4 | 4 | 4 | 4 | 4 | 4 | 4  |
| Tiền Giang              | 1 | 1 | 2 | 2 | 2 | 2 | 3 | 3 | 3 | 3  |
| Trẻ TP Hồ Chí Minh      | 3 | 6 | 6 | 6 | 5 | 5 | 5 | 5 | 5 | 5  |

### Bảng xếp hạng các đội nhì bảng
Do bảng A chỉ có năm đội, nên thành tích của các đội nhì bảng B và C phải loại kết quả đối đấu với đội cuối bảng.
| VT | Bg | Đội     | ST | T | H | B | BT | BB | HS | Đ  | Thăng hạng hoặc xuống hạng                |
| -- | -- | ------- | -- | - | - | - | -- | -- | -- | -- | ----------------------------------------- |
| 1  | A  | Huế     | 8  | 5 | 1 | 2 | 12 | 7  | +5 | 16 | Vòng chung kết thăng hạng V.League 2 2013 |
| 2  | B  | Đắk Lắk | 8  | 4 | 2 | 2 | 8  | 6  | +2 | 14 |                                           |
| 3  | C  | Cà Mau  | 8  | 3 | 4 | 1 | 12 | 7  | +5 | 13 |                                           |

## Vòng chung kết
|  | Bán kết                                     | Bán kết         |   |  | Chung kết                                   | Chung kết |  |
|  |                                             |                 |   |  |                                             |           |  |
|  | 30 tháng 7 năm 2012 - Sân Chi Lăng, Đà Nẵng |                 |   |  |                                             |           |  |
|  | GM Mikado Nam Định                          | 0 (3)           |   |  |                                             |           |  |
|  | Trẻ Khatoco Khánh Hoà                       | 0 (4)           |   |  |                                             |           |  |
|  |                                             |                 |   |  |                                             |           |  |
|  |                                             |                 |   |  | 01 tháng 8 năm 2012 - Sân Chi Lăng, Đà Nẵng |           |  |
|  |                                             |                 |   |  | Trẻ Khatoco Khánh Hoà                       | 0         |  |
|  |                                             | Bà Rịa Vũng Tàu | 1 |  |                                             |           |  |
|  |                                             |                 |   |  |                                             |           |  |
|  |                                             |                 |   |  |                                             |           |  |
|  |                                             |                 |   |  |                                             |           |  |
|  | 30 tháng 7 năm 2012 - Sân Chi Lăng, Đà Nẵng |                 |   |  |                                             |           |  |
|  | Bà Rịa Vũng Tàu                             | 0 (4)           |   |  |                                             |           |  |
|  | Huế                                         | 0 (3)           |   |  |                                             |           |  |

### Kết quả
| 30 tháng 7 năm 2012 Bán kết 1 | GM Mikado Nam Định  | 0 - 0 (3 - 4 p) | Trẻ Khatoco Khánh Hoà  | Hải Châu, Đà Nẵng |  |
| 16:00                         | Vũ Hữu Quý (23) 45' | Chi tiết        | Võ Ngọc Cường (25) 78' | Sân vận động: Sân vận động Chi Lăng Trọng tài: Ngô Mạnh Cường (Việt Nam) Trợ lý trọng tài: Nguyễn Vũ Hải Phi (Việt Nam) Trợ lý trọng tài: Hà Xuân Vĩnh (Việt Nam) |  |

| 30 tháng 7 năm 2012 Bán kết 2 | Bà Rịa Vũng Tàu         | 0 - 0 (4 - 3 p) | Huế                   | Hải Châu, Đà Nẵng |  |
| 18:30                         | Trần Quốc Thịnh (5) 63' | Chi tiết        | Phạm Thế Nhật (22) 2' | Sân vận động: Sân vận động Chi Lăng Lượng khán giả: 1.500 Trọng tài: Phạm Bá Hòa (Việt Nam) Trợ lý trọng tài: Nguyễn Anh Toàn (Việt Nam) Trợ lý trọng tài: Trần Văn Hải (Việt Nam) Trọng tài bàn: Hoàng Ngọc Hà (Việt Nam) |  |

| 01 tháng 8 năm 2012 Chung kết | Trẻ Khatoco Khánh Hoà      | 0 - 1    | Bà Rịa Vũng Tàu                                                                   | Hải Châu, Đà Nẵng |  |
| 16:00                         | Nguyễn Trung Hiếu (15) 64' | Chi tiết | Nguyễn Trọng Trí (12) 71' · Ngô Viết Phú (8) 41' · Nguyễn Trần Bảo Trung (15) 87' | Sân vận động: Sân vận động Chi Lăng Lượng khán giả: 300 Trọng tài: Hoàng Ngọc Hà (Việt Nam) Trợ lý trọng tài: Nguyễn Vũ Hải Phi (Việt Nam) Trợ lý trọng tài: Trần Văn Hải (Việt Nam) Trọng tài bàn: Nguyễn Đình Tiến Dũng (Việt Nam) |  |

## Kết quả chung cuộc
- Vô địch: Bà Rịa Vũng Tàu (lên Hạng Nhất).
- Á quân: Trẻ Khatoco Khánh Hòa (lên Hạng Nhất).
- Đội xuống hạng: Bình Phước